# Amphoe San Pa Tong

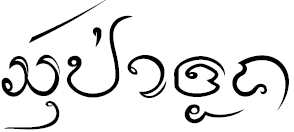
„San Pa Tong“ in Lan-Na-Schrift

Amphoe San Pa Tong (thailändisch อำเภอ สันป่าตอง) ist ein Landkreis (Amphoe – Verwaltungs-Distrikt) der Provinz Chiang Mai. Die Provinz Chiang Mai liegt in der Nordregion von Thailand.

## Geographie
Benachbarte Landkreise (von Südwesten im Uhrzeigersinn): die Amphoe Doi Lo, Mae Wang und Hang Dong der Provinz Chiang Mai, sowie Mueang Lamphun und Pa Sang der Provinz Lamphun.

## Geschichte
Zum Zeitpunkt der Gründung hieß der Kreis noch Ban Mae. Er wurde im Jahr 1939 in San Pa Tong umbenannt.
Im südlichen Teil des Distrikts, im Tambon Ban Klang, wurden Überreste einer von Mauern umgebenen Stadt – Wiang Tha Kan – gefunden, die vor etwa 1000 Jahren zur Zeit des Königreiches Haripunchai gegründet wurde.

## Verwaltung

### Provinzverwaltung
Der Landkreis San Pa Tong ist in elf Tambon („Unterbezirke“ oder „Gemeinden“) eingeteilt, die sich weiter in 120 Muban („Dörfer“) unterteilen.
| Nr. | Name           | Thai      | Muban | Einw.  |
| --- | -------------- | --------- | ----- | ------ |
| 01. | Yu Wa          | ยุหว่า      | 15    | 13.367 |
| 02. | San Klang      | สันกลาง    | 09    | 05.047 |
| 03. | Tha Wang Phrao | ท่าวังพร้าว  | 07    | 03.426 |
| 04. | Makham Luang   | มะขามหลวง | 09    | 06.438 |
| 05. | Mae Ka         | แม่ก๊า      | 14    | 07.270 |
| 06. | Ban Mae        | บ้านแม     | 13    | 06.564 |
| 07. | Ban Klang      | บ้านกลาง   | 11    | 09.724 |
| 08. | Thung Satok    | ทุ่งสะโตก   | 12    | 06.312 |
| 10. | Thung Tom      | ทุ่งต้อม     | 11    | 07.170 |
| 14. | Nam Bo Luang   | น้ำบ่อหลวง  | 11    | 04.926 |
| 15. | Makhun Wan     | มะขุนหวาน  | 08    | 05.246 |

Hinweis: Die fehlenden Nummern (Geocodes) beziehen sich auf die Tambon, aus denen heute der Landkreis Mae Wang besteht.

### Lokalverwaltung
Es gibt sechs Kommunen mit „Kleinstadt“-Status (Thesaban Tambon) im Landkreis:
- Yu Wa (Thai: เทศบาลตำบลยุหว่า) bestehend aus Teilen des Tambon Yu Wa.
- Ban Mae (Thai: เทศบาลตำบลบ้านแม) bestehend aus dem kompletten Tambon Ban Mae.
- Thung Satok (Thai: เทศบาลตำบลทุ่งสะโตก) bestehend aus dem kompletten Tambon Thung Satok.
- Thung Tom (Thai: เทศบาลตำบลทุ่งต้อม) bestehend aus Teilen des Tambon Thung Tom.
- Ban Klang (Thai: เทศบาลตำบลบ้านกลาง) bestehend aus den Teilen der Tambon Tha Wang Phrao, Makham Luang, Ban Klang, Makhun Wan.
- San Pa Tong (Thai: เทศบาลตำบลสันป่าตอง) bestehend aus den Teilen der Tambon Yu Wa, Makham Luang, Thung Tom.

Außerdem gibt es sieben „Tambon-Verwaltungsorganisationen“ (องค์การบริหารส่วนตำบล – Tambon Administrative Organizations, TAO)
- San Klang (Thai: องค์การบริหารส่วนตำบลสันกลาง) bestehend aus dem kompletten Tambon San Klang.
- Tha Wang Phrao (Thai: องค์การบริหารส่วนตำบลท่าวังพร้าว) bestehend aus Teilen des Tambon Tha Wang Phrao.
- Makham Luang (Thai: องค์การบริหารส่วนตำบลมะขามหลวง) bestehend aus Teilen des Tambon Makham Luang.
- Mae Ka (Thai: องค์การบริหารส่วนตำบลแม่ก๊า) bestehend aus dem kompletten Tambon Mae Ka.
- Ban Klang (Thai: องค์การบริหารส่วนตำบลบ้านกลาง) bestehend aus Teilen des Tambon Ban Klang.
- Nam Bo Luang (Thai: องค์การบริหารส่วนตำบลน้ำบ่อหลวง) bestehend aus dem kompletten Tambon Nam Bo Luang.
- Makhun Wan (Thai: องค์การบริหารส่วนตำบลมะขุนหวาน) bestehend aus Teilen des Tambon Makhun Wan.